# Blăjel (gmina)
Blăjel – gmina w Rumunii, w okręgu Sybin. Obejmuje miejscowości Blăjel, Păucea i Romanești. W 2011 roku liczyła 2284 mieszkańców.